# SUMMER PLAN
『SUMMER PLAN』（サマー・プラン）は、テレビ朝日系バラエティ『内村プロデュース』発のユニット・NO PLANのミニ・アルバムである。2005年8月3日にキューンミュージックから発売された。
アルバムとしては、『NO PLAN』から約1年9か月振り、2作目の作品となる。『内村プロデュース』レギュラー放送期間中に発表された最後のCD作品である。

## 解説
アルバムのテーマは、「NO PLANな（らしい）夏」「同世代の30代が共感でき歌える楽曲」。
TUBEとのコラボレーションによるシングル「Oh!サマー」を含む、全7トラックを収録。2004年4月発売のシングル「本望でございます〜芸人魂の詩Part II〜/○あげよう」は未収録である。収録曲の「NO PLANの人生という名の列車」が9分を超える楽曲であり、「メンバーがどうしても覚えられない」とレコーディングが難航したため、発売が当初の予定より約1か月延期となった。
『NO PLAN』や次作『LAST PLAN』と異なり、本作はアルバムの中に『内村プロデュース』放送音源を用いておらず、NO PLANメンバー以外の芸人や番組出演者のアルバム参加・音声収録はない。

## 収録曲
1. はりきる男 [2:26]
NO PLANメンバーの会話仕立てのトラック。タイトルの「はりきる男」は、音楽活動になるとはりきるふかわりょうのことである。
2. Oh!サマー [3:56]
  - 作詞: 内村光良とゆかいな仲間達&前田亘輝、作曲: 前田亘輝、編曲: TUBE・KAZ

先行シングル。
3. We are NO PLAN 2 〜ささやかな幸せ〜 [3:49]
  - 作詞: 内村光良とゆかいな仲間達&榎土敦之、作曲・編曲: 都志見隆
4. 玉職人 [3:27]
  - 作詞: 内村光良とゆかいな仲間達&藤巻浩、作曲・編曲: 藤巻浩

「玉職人」は、『内村プロデュース』番組内で生まれた「風呂場で芸人達に金的攻撃を加える」という三村マサカズのキャラクターである。
5. 嫁に来ないか墨田区へ [3:50]
  - 作詞: 内村光良とゆかいな仲間達&磯崎健史、作曲・編曲: 磯崎健史

「墨田区」はさまぁ〜ず二人の出身地である。
6. NO PLANの人生という名の列車 [9:02]
  - 作詞・作曲・編曲: 馬場俊英

『内村プロデュース』ブレーンの一人であったおちまさとが、“30代の男性達へ”というテーマのもとに馬場俊英に楽曲制作を依頼し、出来上がった楽曲である[4]。馬場が本楽曲のサウンドプロデュースを務め、バッキング・ボーカルとしてトラックに参加している。2005年9月放送の『内村プロデュース』最終回において、ほぼフルコーラスの同曲をバックに、番組の名場面を集約したエンドロールが放送された。
7. その後のはりきる男 [1:32]
トラック1と同様の、会話仕立てのトラック。

## 演奏
Oh!サマー
- 前田亘輝：プロデュース、コーラス
- 春畑道哉：ギター
- 角野秀行：ベース
- 松本玲二：ドラムス
- 玉木正昭：パーカッション

We are NO PLAN 2 ～ささやかな幸せ～
- 都志見隆：プロデュース
- 上野義雄：ドラムス
- 金森佳朗：ベース
- 小川文明：ピアノ
- 坪井寛：ギター

玉職人
- 藤巻浩：プロデュース＆演奏
- 鈴木英俊：ギター

嫁に来ないか墨田区へ
- 磯崎健史：プロデュース＆演奏
- 佐藤強一：ドラムス
- 笠原直樹：ベース
- 柴田俊文：ピアノ
- 馬場一喜：ギター

NO PLANの人生という名の列車
- 馬場俊英：サウンドプロデュース、バッキングボーカル
- おちまさと：プロデュース
- 川越健二：ドラムス
- 金森佳朗：ベース
- 藤井理央：キーボード
- 首藤高広：ギター

## 関連作品
- 馬場俊英『人生という名の列車』（2006年4月12日、FLME） - 「NO PLANの人生という名の列車」のオリジナル版である「人生という名の列車」を収録。